# 불법 무기
불법 무기(不法武器)는 합법적인 신고와 허가 없이 불법적으로 제조, 소지, 매매하는 무기이다. 개인이나 민간의 검 등 도검과 권총, 소총, 기관총 등 총기의 제조, 매매, 소지를 자유화하면 그 무기의 남용으로 살상 등의 범죄가 증가할 소지가 있으므로 대부분의 나라에서 개인의 무기 제조, 매매, 소지에 대하여 법률로 규제(제한 및 금지)하고 있다.

## 나라별 현황

### 대한민국
대한민국에서는 총포·도검·화약류 등 단속법에서 해당 불법무기를 제조, 매매, 소지하면 성립하는 범죄와 형벌 및 과태료 등 벌칙을 다루고 있다. 